# Nubes
Nubes (hiszp. Isla de las Nubes), Nube (hiszp. Isla de la Nube) – malutka wysepka położona u północno-wschodniego krańca wyspy Alborán i oddzielona od niej płytką cieśniną nazywaną Canal de las Morenas.
Zamieszkuje ją kolonia mew srebrzystych (Larus argentatus).
Wyspa Nubes należy do Hiszpanii, roszczenia do niej wysuwa Maroko.